# 니피곤강

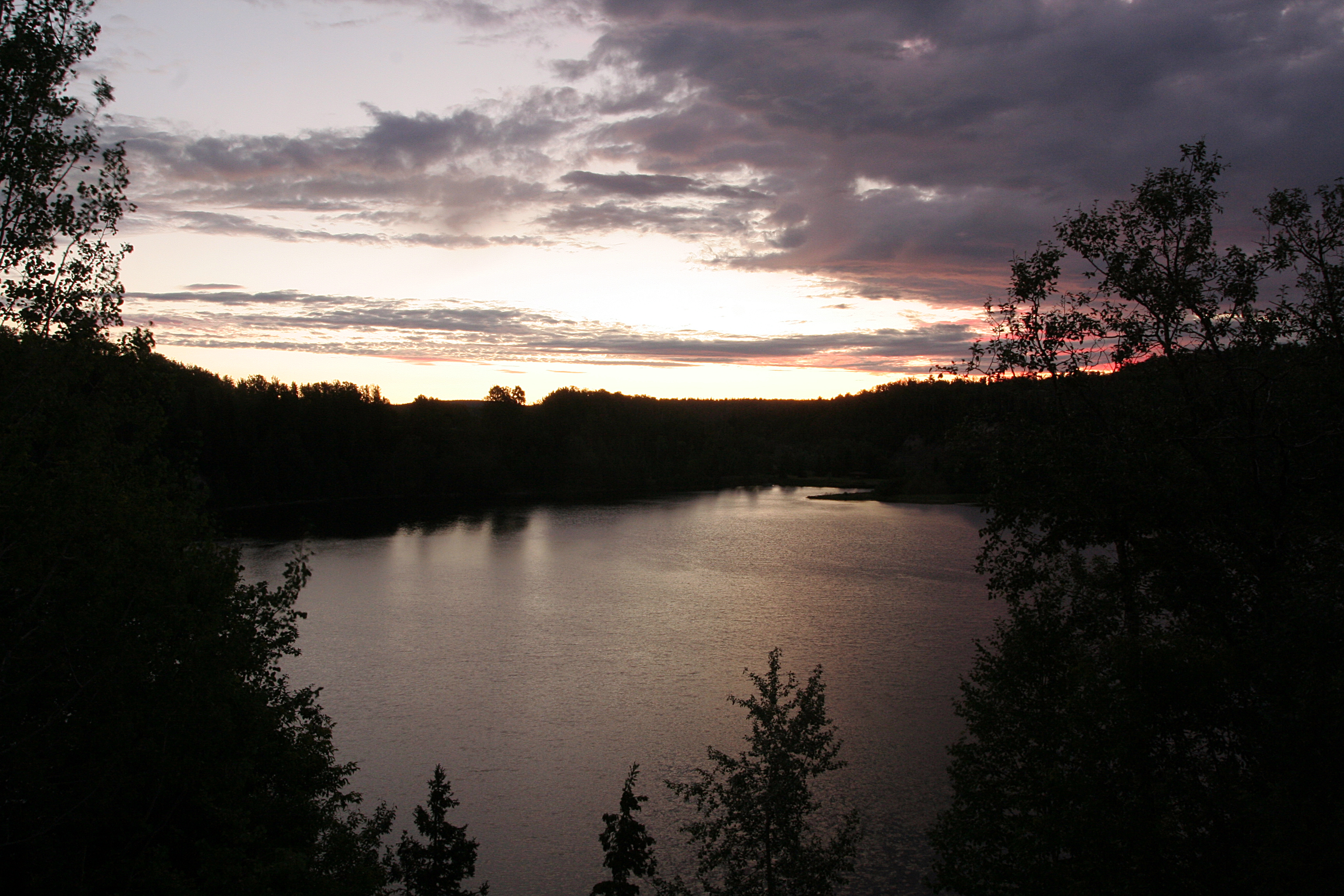

니피곤강(Nipigon River)은 길이 48km 강폭 50-200m의 캐나다 온타리오주에 있는 강이다. 183m-260m의 고도에서 니피곤호와 슈피리어호를 잇는다. 1915년 쿡이 잡은 민물 송어는 지금까지 세계에서 잡은 민물 송어 중 가장 큰 것으로 기록되어 있다. 5월부터 얼음이 얼기 시작하는 11월까지 낚시꾼들이 많이 온다.

## 댐
- 캐머런 폭포 댐:1918년 세워짐
- 버진 폭포 댐:1925년 세워짐
- 알렉산더 댐:1930년 세워짐
- 파인 포티지 댐:1950년 세워짐